# Liligre

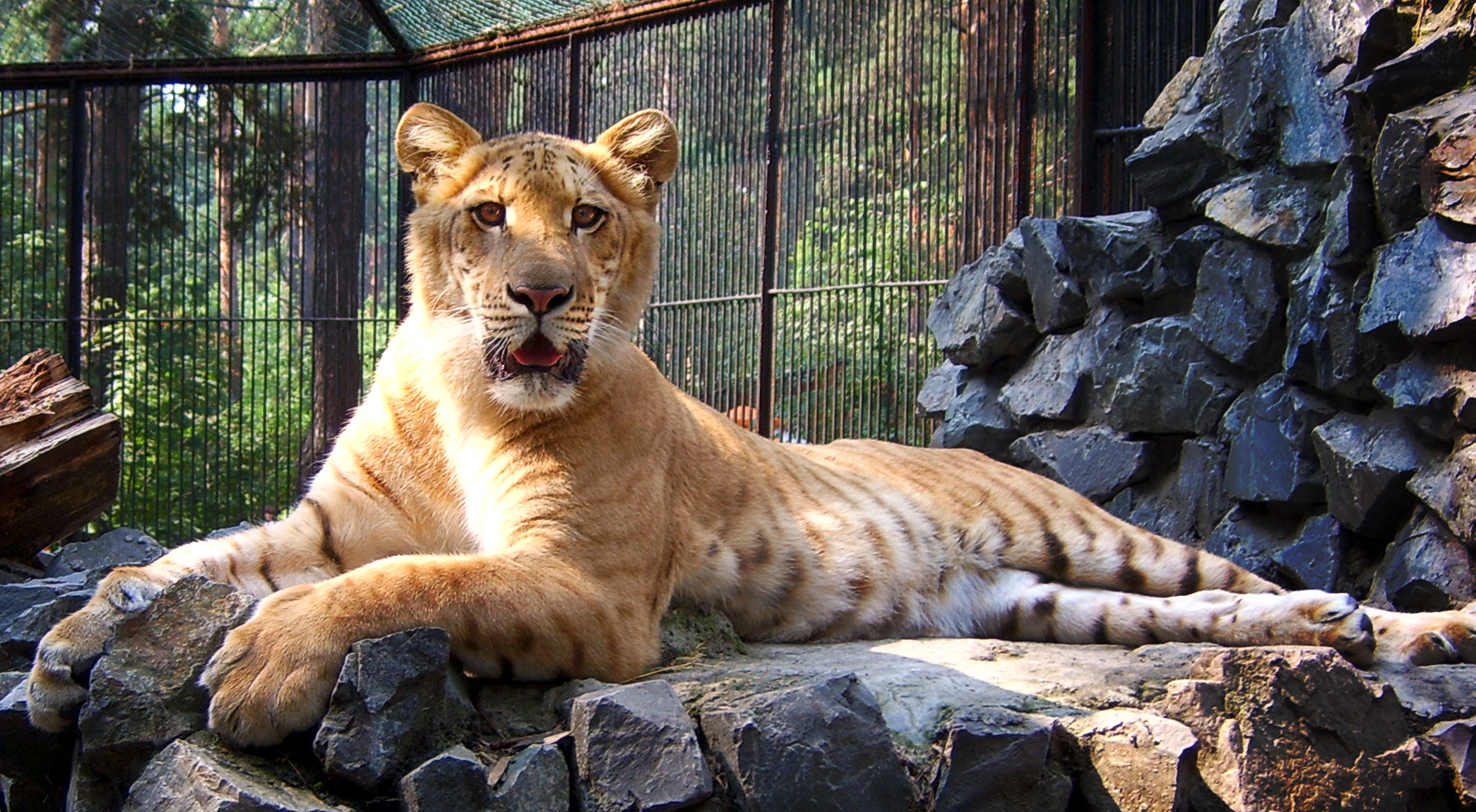
La ligre Zita, che ha dato alla luce il primo liligre della storia

Il liligre è un incrocio ibrido di seconda generazione tra un maschio leone (Panthera leo) e un ligre (Panthera leo  × Panthera tigris ). Il primo ibrido è nato allo zoo di Novosibirsk.

## Storia
Il primo ibrido, una femmina liligre chiamata Kiara, è nata allo zoo di Novosibirsk, in Russia, nel mese di settembre 2012. Kiara è figlia della ligre Zita (8 anni) e del leone africano Samson. I maschi tigoni e ligri sono sterili, ma le femmine ibride sono fertili.
A maggio del 2013, sempre nello zoo di Novosibirsk, la stessa coppia ha dato alla luce una nuova cucciolata di tre piccoli (Luna, Sandra ed Eva). Le liligri sono sterili.